# George Barnard Baker
Pour les articles homonymes, voir George Baker et Baker.
George Barnard Baker, né le 29 janvier 1834 à Dunham et mort le 9 février 1910 à Montréal, est un avocat et homme politique fédéral et provincial du Québec.

## Biographie
Né à Dunham dans le Bas-Canada, il étudie à l'Université Bishop's. Il apprend le droit avec James O'Halloran avant d'être nommé au Barreau en 1860 et de partir pratiquer à Sweetsburg. 
Élu député du Parti conservateur dans la circonscription fédérale de Missisquoi après la démission de Brown Chamberlin en 1870, il est réélu en 1872, il ne se représente pas en 1874. Élu député du Parti conservateur du Québec dans Missisquoi en 1875, il est réélu en 1876. Il sert comme solliciteur général et membre du conseil exécutif du Québec de 1876 à 1878. Défait en 1878, il revient sur la scène fédérale en 1878 et en 1882. Défait en 1887 et lors de l'élection partielle de 1888, il effectue un autre retour en 1891.
Il démissionne en 1896, pour accepter le poste de sénateur de la division de Bedford, poste offert par le premier ministre Mackenzie Bowell. Il demeurera au Sénat jusqu'à son décès en 1910 à Montréal à l'âge de 76 ans.
Son fils, George Harold Baker, est député fédéral de Brome de 1911 à 1916.